# Miragaia (Dinosaurier)

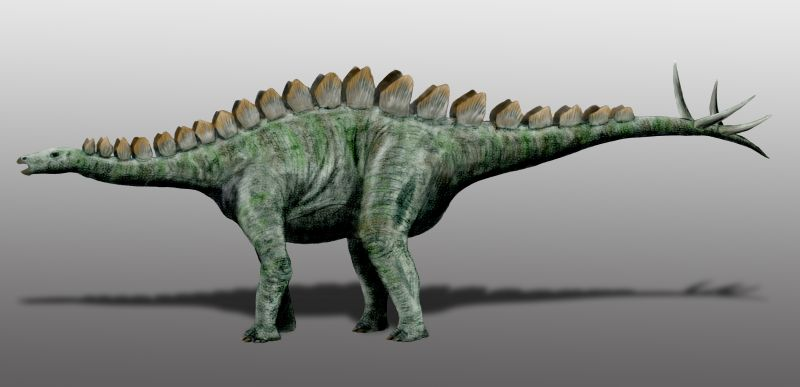
Zeichnerische Darstellung von Miragaia

Miragaia war eine Dinosauriergattung aus der Gruppe der Stegosauria. Der Holotyp wurde in der Nähe von Miragaia (Lourinhã) in Portugal gefunden und im Jahr 2009 beschrieben. Einzige Art ist Miragaia longicollum. 
Die Gattung wurde nach dem Fundort benannt, das Art-Epitheton longicollum (Latein: longus = lang, collum = Hals) wurde wegen ihres für Stegosaurier außergewöhnlich langen Halses vergeben.

## Fossile Dokumentation
Der Holotyp besteht aus der fast komplett erhaltenen vorderen Hälfte des Skelettes mit einigen Schädelfragmenten. Insgesamt sind 15 Halswirbel erhalten. Es fehlen der erste und der zweite Halswirbel (Atlas und Axis). Außerdem wurden Halsrippen, zwei Rumpfwirbel, beide Coracoide, das Schulterblatt, die Vorderbeine, zwölf Rippenfragmente, ein Chevronknochen, ein Stachel und 13 Knochenplatten fossil überliefert.
An der Fundstelle wurden auch fossile Fragmente eines weiteren juvenilen Exemplars gefunden, darunter auch Teile des Beckens. Obwohl keine der Autapomorphien von Miragaia nachweisbar sind, betrachten die Autoren der Erstbeschreibung das Fossil als zu Miragaia gehörig, verzichteten aber darauf, es bei der Erstbeschreibung hinzuzuziehen.

## Merkmale
Miragaia longicollum wurde etwa sechs Meter lang. Die Art hatte einen langen Hals, der 17 Wirbel aufwies, acht mehr als bei basalen Vogelbeckensauriern, wie Scutellosaurus und mehr als bei den meisten Sauropoden. Wie bei Stegosaurus war der Rücken von senkrecht stehenden Knochenplatten gesäumt, die allerdings wesentlich kleiner und oben nicht spitz, sondern abgerundet waren.

## Systematik
Die Autoren der Erstbeschreibung stellen Miragaia zusammen mit dem zweiten europäischen Stegosaurier Dacentrurus in eine neue Unterfamilie, die Dacentrurinae, die die Schwestergruppe von Stegosaurus sein soll. Diese Sichtweise widerspricht der traditionellen Ansicht, das Dacentrurus ein basaler Stegosaurier sein soll.